# District de Kaposvár
Le district de Kaposvár (en hongrois : Kaposvári járás) est un des 8 districts du comitat de Somogy en Hongrie. Il compte 117 492 habitants et rassemble 78 localités : 74 communes et 4 villes dont Kaposvár, son chef-lieu.
Cette entité existait déjà auparavant jusqu'à la réforme territoriale de 1983 qui a supprimé les districts.

## Localités
- Alsóbogát
- Baté
- Bodrog
- Bárdudvarnok
- Büssü
- Bőszénfa
- Cserénfa
- Csoma
- Csombárd
- Csököly
- Ecseny
- Edde
- Felsőmocsolád
- Fonó
- Gadács
- Gige
- Gálosfa
- Gölle
- Hajmás
- Hedrehely
- Hencse
- Hetes
- Igal
- Juta
- Jákó
- Kadarkút
- Kaposfő
- Kaposgyarmat
- Kaposhomok
- Kaposkeresztúr
- Kaposmérő
- Kaposszerdahely
- Kaposvár
- Kaposújlak
- Kazsok
- Kercseliget
- Kisasszond
- Kisgyalán
- Kiskorpád
- Kőkút
- Magyaratád
- Magyaregres
- Mernye
- Mezőcsokonya
- Mike
- Mosdós
- Nagybajom
- Nagyberki
- Orci
- Osztopán
- Patalom
- Patca
- Polány
- Pálmajor
- Rinyakovácsi
- Ráksi
- Simonfa
- Somodor
- Somogyaszaló
- Somogyfajsz
- Somogygeszti
- Somogyjád
- Somogyszil
- Somogysárd
- Szabadi
- Szenna
- Szentbalázs
- Szentgáloskér
- Szilvásszentmárton
- Sántos
- Taszár
- Újvárfalva
- Visnye
- Várda
- Zimány
- Zselickisfalud
- Zselickislak
- Zselicszentpál